# Szkoła Podstawowa z Oddziałami Integracyjnymi nr 41 im. Żołnierzy Armii Krajowej Grupy Bojowej „Krybar” w Warszawie
Szkoła Podstawowa z Oddziałami Integracyjnymi nr 41 im. Żołnierzy Armii Krajowej Grupy Bojowej „Krybar” w Warszawie – szkoła podstawowa znajdująca się w Warszawie przy ul. Drewnianej 8.

## Historia
Dnia 6 września 1856 roku właścicielem posesji nr 2821 jest Idzi Sikorski. Otrzymuje on pozwolenie na osztachetowanie gruntów od wału ochronnego Wisły do ulicy Dobrej. Prawie 11 lat później czyli 16 stycznia 1867 roku właścicielem posesji i nieruchomości nr 2821 jest Edward Przybylski. Nabył on całość za sumę 3900 srebrnych rubli. Po ponad 38 latach został znaleziony zapis z dnia 1 czerwca 1905, gdzie właścicielem jest już Magistrat Miasta Warszawy, który przeznaczył ten teren na budowę szkoły elementarnej niższego szczebla. O budowę szkoły walczył doktor Henryk Polak – higienista, założyciel Warszawskiego Towarzystwa Higienicznego. Chciał on przeprowadzić dzieci z ciasnych szkółek i stworzyć lepsze warunki nauki.
W 1906 roku wybudowano gmach szkoły zaprojektowany przez architekta Henryka Juliana Gaya. Nauka wszystkich przedmiotów odbywała się w języku rosyjskim. W czasie pierwszej wojny światowej szkoła przeszła w ręce nauczycieli Polaków. Kwestią zasadniczą stała się powszechność nauczania na szczeblu podstawowym. Pierwszy program oświatowy wprowadził zasadę szkoły tolerancyjnej, ze świeckimi nauczycielami, w której duchowni prowadzą tylko naukę religii. Zlikwidowane zostały szkoły jedno i dwuklasowe, a ich miejsce zajęła szkoła miejska.

## Architektura budynku
Budynek  – dłuższym bokiem usytuowany wzdłuż ul. Drewnianej, zajmuje południową część posesji zamkniętej ulicami: Drewnianą (płd.), Dobrą (wsch.), Leszczyńską (płn.). Składa się z zasadniczego budynku szkolnego, budynku mieszkalnego, parterowych aneksów sal lekcyjnych oraz sali gimnastycznej.
Materiał, konstrukcja, technika:
- Ściany – nośne z cegły pełnej na zaprawie wapiennej, wykładane klinkierem piaskowym, w kondygnacji parterowej tynkowane na szaro, z fakturowaniem.
- Stropy: w części pomieszczeń piwnicznych, korytarzy kolebkowe oraz odcinkowe na belkach stalowych, budynku mieszkalnym częściowo drewniane.
- Więźba dachowa: drewniana.
- Dach: czterospadowy, kryty dachówką ceramiczną.
- Podłogi: piwnic schody w partiach klatek wejściowych terakota, część korytarzy – terakota i klepka, pozostałe pomieszczenia klepka.
- Schody: w dwu głównych klatkach oraz klatce budynku mieszkalnego z terakoty na płytach ceglanych, wspartych na belkach stalowych, pozostałe schody o tej samej konstrukcji.
- Otwory: drzwiowe – prostokątne, niektóre zamknięte łukiem odcinkowym, jedno i dwuskrzydłowe. Otwory okienne w obramieniach z dekorowanym nadprożem.

 Rzut : Budynek w planie zbliżonym do prostokąta, dwutraktowy, z pięcioma biega schodów w korpusie i klatką schodową oraz przejazdem bramnym w budynku mieszkalnym.
W płn. – wsch. narożu reprezentacyjna klatka schodowa ujęta od góry przyporą, w narożu płd. – wsch. – przypora. W elewacji frontowej korpusu nieznaczne ryzality, budynek mieszkalny w formie ryzalitu.
Bryła : zwarta, korpus 5-kondygnacjowy, budynek mieszkalny 6-kondygnacjowy. Całość podpiwniczona, z wysokim dachem wielospadowym. W narożu płd. – wsch. budynku mieszkalnego nadwieszona wieżyczka ośmioboczna z iglicą. Od płn. ganek parterowy, znacznie występujące przed lico korpusu.
Elewacja frontowa  /płd./: 17-osiowa, 5-kondygnacjowa z wysuniętym przed lico korpusu budynkiem mieszkalnym. Budynek z fakturowanym cokołem /suterena, 1 kondygnacja/, wyższe kondygnacje pokryte żółtą wykładziną ceramiczną. Mijające się kondygnacje budynku mieszkalnego i korpusu szkoły. Okna sutereny prostokątne, parteru 9-polowe w obramieniu architektonicznym zamkniętym łukiem odcinkowym z klinem. Na wyższych piętrach okna prostokątne, 9-polowe, zamknięte prostą belką. W budynku mieszkalnym u dołu z lewej przejazd bramy, w narożu z prawej podwieszona ośmioboczna wieżyczka zwieńczona kwiatonem. Szczyt trójkątny. Z lica korpusu szkoły z lewej osi nie znacznie występujący ryzalit zwieńczony trójkątnym szczytem zdobiony kwiatonem, mur zwieńczony profilowanym gzymsem koronującym, w części mieszkalnej.

## Kalendarium
- Rok 1915

1. Szkoła miejska

- Lata 1920 – 1929

1. Szkoła Miejska nr 34 – męska
2. Szkoła Miejska nr 37 – męska
3. Szkoła Miejska nr 41 – żeńska

- Lata 1930 – 1933

1. Miejska Szkoła Powszechna nr 34 licząca 7 oddziałów
2. Miejska Szkoła Powszechna nr 37 licząca 7 oddziałów
3. Miejska Szkoła Powszechna nr 41 licząca 7 oddziałów
4. Miejska Szkoła Powszechna nr 86 licząca 7 oddziałów
5. Szkoła Miejska Dokształcająca nr 6 (wieczorowa)

- Od jesieni 1939 roku do jesieni 1941 roku

1. Niemcy okupują gmach szkoły (mieszczą się tu koszary).

- Od jesieni 1941 roku do 1943 roku

1. Szkoła Podstawowa nr 34

- Od jesieni 1943 roku do 1944 roku

1. Niemcy ponownie zajmują gmach szkoły.

- Od sierpnia do września 1944 roku

1. Powstańczy szpital polowy.

- Lata 1946–1947

1. Dołącza kolejna wieczorowa szkoła dla pracujących (ukończyło ją 33 uczniów)

- 1948 rok

1. Powstaje Szkoła Ogólnokształcąca Stopnia Podstawowego i Licealnego nr 27.

- Lata 1950–1951

1. Szkoła Ogólnokształcąca Stopnia Podstawowego i Licealnego nr 27 staje się pełną szkołą jedenastoletnią. Przeprowadza pierwszy egzamin maturalny.

- Lipiec 1952 rok

1. Rozpoczyna się odbudowa sali gimnastycznej

- Do marca 1958

1. Państwowa Szkoła Ogólnokształcąca Stopnia Podstawowego i Licealnego nr 27 przenosi się na ul. Karową 18a.

- 1958–1970

1. Szkoła Podstawowa nr 34
2. Szkoła dla Pracujących nr 7

- 12 stycznia 1963

1. Wmurowano od strony ulicy Dobrej tablicę upamiętniającą rozstrzelanie rannych Powstańców.

- 1965–1971

1. Zasadnicza Szkoła Handlowa dla Pracujących Stołecznego Zjednoczenia Przedsiębiorstw Handlu Artykułami Przemysłowymi.

- 1968 rok

1. Szkoła Podstawowa nr 34 zmienia siedzibę. Przenosi się do nowego budynku przy ul. Kruczkowskiego 12.

- październik 1973 rok

1. Szkoła staje się siedzibą Towarzystwa Śpiewaczego „Lutnia” im. Piotra Maszyńskiego.

- 1968–1976

1. Zasadnicza Szkoła Zawodowa Dokształcająca nr 8.

- 1973–1975

1. Zasadnicza Szkoła Zawodowa nr 15

- 9 maja 1983 r.

1. Wpisanie budynku do rejestru zabytków.

- 31 maja 1983 r.

1. Nadanie szkole imienia Stanisława Staszica.

- 15 listopada 1996 r.

1. Uroczyste obchody 90-lecia szkoły.

## Absolwenci (m.in.)
- Adam Boniecki
- Barbara Fijewska
- Tadeusz Fijewski
- Wojciech Mann
- Anna Piskorska-Chlebowska
- Andrzej Supron
- Stanisław Tym